# Al-Riqama
Al-Riqama (tiếng Ả Rập: الرقاما, cũng đánh vần ar-Raqamah) là một thị trấn ở miền trung Syria, một phần hành chính của Tỉnh Homs, nằm cách Homs 34 km về phía đông nam. Các địa phương gần đó bao gồm Dardaghan ở phía tây nam, Shayrat ở phía đông nam và nói với Annaqa ở phía bắc. Theo Cục Thống kê Trung ương (CBS), al-Riqama có dân số 3.900 trong cuộc điều tra dân số năm 2004. Cư dân của nó chủ yếu là Alawites.
Nhiều cư dân của al-Riqama làm nông nghiệp, trồng ngũ cốc khô, nho và hạnh nhân trên các cánh đồng được tưới tiêu và nuôi cừu. Những ngôi nhà truyền thống của thị trấn được xây dựng từ đá và lợp bằng gỗ. Al-Riqama đã được phân loại là một ngôi làng bỏ hoang hoặc khirba bởi học giả người Anh Eli Smith vào năm 1838. Thị trấn chứa các cấu trúc lịch sử bị hủy hoại được ghi nhận cho các mái vòm hình nón chiếm ưu thế. Các cấu trúc có chân đế vuông với những bức tường cao hai mét và được xây dựng từ gạch bùn đỏ.